# Andrzej Michalak

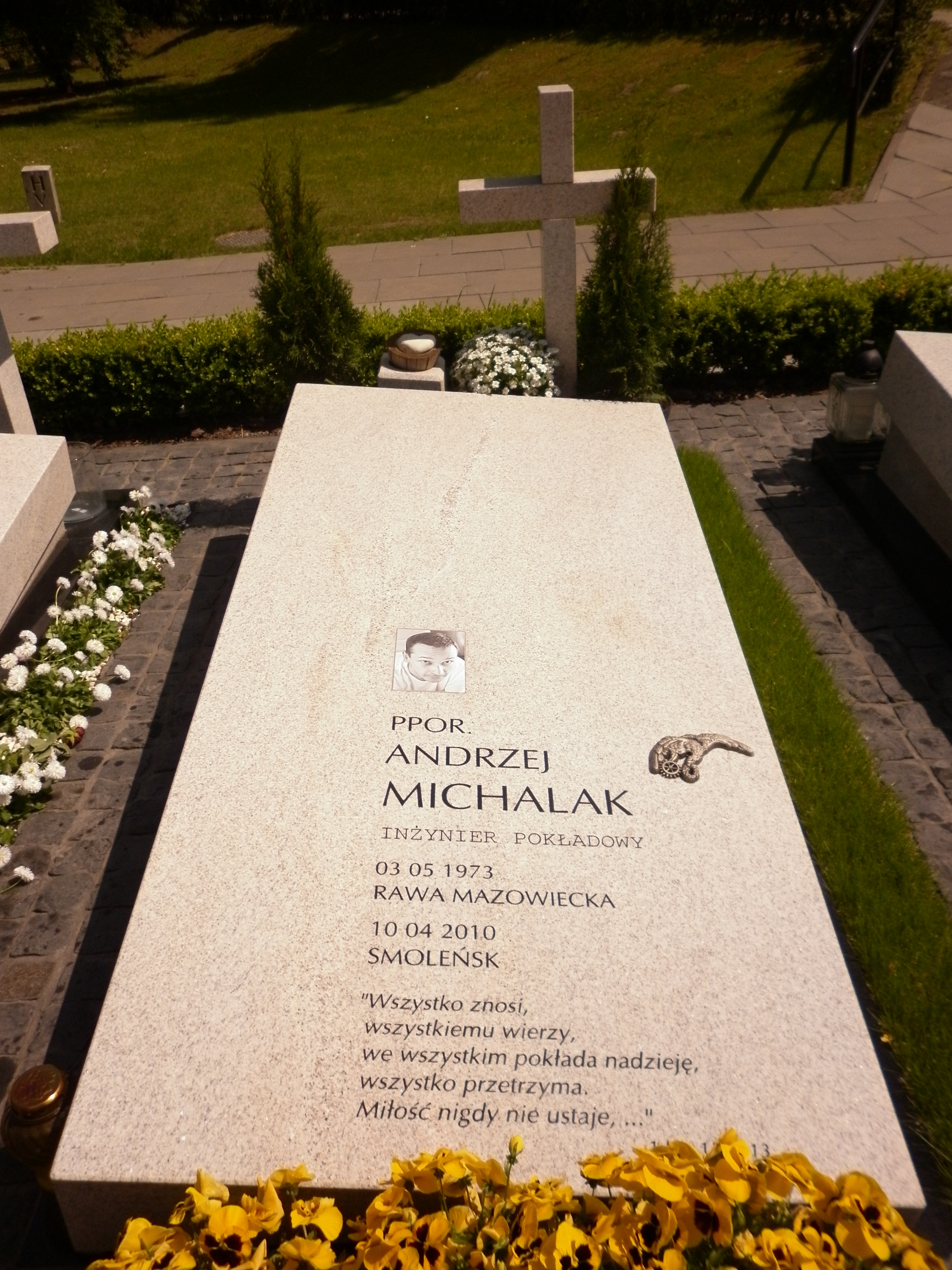
Gród Andrzeja Michalaka na Cmentarzu Wojskowym na Powązkach

Andrzej Michalak (ur. 3 maja 1973 w Rawie Mazowieckiej, zm. 10 kwietnia 2010 w Smoleńsku) – polski lotnik, chorąży Sił Powietrznych RP, pośmiertnie awansowany na stopień podporucznika, starszy technik pokładowy podczas lotu PLF 101, który uległ katastrofie w Smoleńsku. 

## Życiorys
Urodził się 3 maja 1973 w Rawie Mazowieckiej. Ukończył szkołę podstawową w Nowym Mieście, następnie w 1993 Technikum Mechaniczne w Rawie Mazowieckiej, a w 1996 Szkołę Chorążych Personelu Technicznego Wojsk Lotniczych (SChPTWL) w Oleśnicy. Był absolwentem studiów licencjackich w Wyższej Szkole Handlu i Finansów Międzynarodowych w Warszawie z 2000.
Pełnił służbę technika klucza eksploatacji samolotów w 45 Lotniczej Eskadrze Doświadczalnej w Modlinie. W 1998 rozpoczął służbę w 36 Specjalnym Pułku Lotnictwa Transportowego w Warszawie, początkowo na stanowisku technika klucza płatowca i silnika, a od 2009 starszego technika obsługi pokładowej. Zajmował się obsługą naziemną samolotu Tu-154M. W 2008 uzyskał dopuszczenie do wykonywania lotów na tym samolocie. Jego nalot na Tu-154 wynosił 330 godzin.
Na początku 2010 brał udział w pomocy humanitarnej dla ofiar trzęsienia ziemi na Haiti, za co 4 lutego 2010 wraz z pozostałymi członkami personelu 36 SPLT został wyróżniony przez dowódcę Sił Powietrznych RP gen. broni pil. Andrzeja Błasika.
Zginął w katastrofie polskiego samolotu Tu-154M w Smoleńsku 10 kwietnia 2010 w drodze na obchody 70. rocznicy zbrodni katyńskiej. W trakcie lotu pełnił funkcję technika pokładowego w załodze samolotu.
24 kwietnia 2010 został pochowany z honorami wojskowymi w Kwaterze Smoleńskiej na Cmentarzu Wojskowym na Powązkach, wraz z trzema innymi członkami załogi samolotu: ppłk. pil. Robertem Grzywną oraz stewardesami Barbarą Maciejczyk i Natalią Januszko. W 2010 nagrobek Andrzeja Michalaka na Cmentarzu Wojskowym na Powązkach, wraz z nagrobkami 27 innych pochowanych tam osób, stał się integralną częścią pomnika ku czci ofiar katastrofy w Smoleńsku, odsłoniętego 10 listopada 2010 roku.
Pośmiertnie, postanowieniem z dnia 15 kwietnia 2010 marszałka Sejmu Bronisława Komorowskiego, wykonującego obowiązki Prezydenta RP, został mianowany na pierwszy stopień oficerski podporucznika.
Miał żonę Małgorzatę i syna Juliana (ur. 2009).

## Odznaczenia
- Krzyż Kawalerski Orderu Odrodzenia Polski – 2010, pośmiertnie[15]
- Brązowy Medal „Za zasługi dla obronności kraju” – 2006[1]